# Karen Matheson
Nascuda l'11 de febrer 1963, cantant del grup escocès Capercaillie des de 1980, any de creació del grup, Karen Matheson persegueix en paral·lel una carrera solo. Se la veu aparèixer a l'àlbum Sarac'h de Denez Prigent i col·labora regularment amb Dan Ar Braz.
Ha participat en una recuperació de la cèlebre cançó d'Idir: A Vava Inouva.

## Discografia
- 1996: The dreaming sea
- 2002: Time to fall
- 2006: Downriver

## Participacions
- 1991: Héritage des Celtes
- 1995: Rob Roy (pel·lícula) interpreta la cançó Ailein duinn
- 2003: Sarac'h